# Українська лірична пісня (монета)
«Украї́нська ліри́чна пі́сня» — пам'ятна монета номіналом 5 гривень, випущена Національним банком України, присвячена «скарбниці та душі народу» — українській ліричній пісні, мелодійній, хвилюючій і зворушливій, збагаченій яскравими епітетами, яка поєднує радість із тихим смутком, оспівує кохання і людські взаємини, надихає своєю красою та силою.
Монету введено в обіг 29 жовтня 2012 року. Вона належить до серії «Українська спадщина».

## Опис монети та характеристики
| Номінал грн. | Метал      | Маса, г | Діаметр, мм | Якість виготовлення       | Гурт     | Тираж, штук |
| ------------ | ---------- | ------- | ----------- | ------------------------- | -------- | ----------- |
| 5            | нейзильбер | 16,54   | 35,0        | спеціальний анциркулейтед | рифлений | 30 000      |

### Аверс
На аверсі монети розміщено: угорі малий Державний Герб України, напис півколом «НАЦІОНАЛЬНИЙ БАНК УКРАЇНИ», зображено вінок з барвінку зі стрічками, у центрі якого номінал: «5/ГРИВЕНЬ» та рік карбування монети «2012», над вінком ліворуч розміщено логотип Монетного двору Національного банку України.

### Реверс
На реверсі монети в стилізованому колі з хаток, тинів та квіток на дзеркальному тлі зображено дівчину з коромислом та хлопця, по колу монети на матовому тлі — стилізовані квітки барвінку, унизу розміщено напис «УКРАЇНСЬКА/ЛІРИЧНА ПІСНЯ».

## Автори

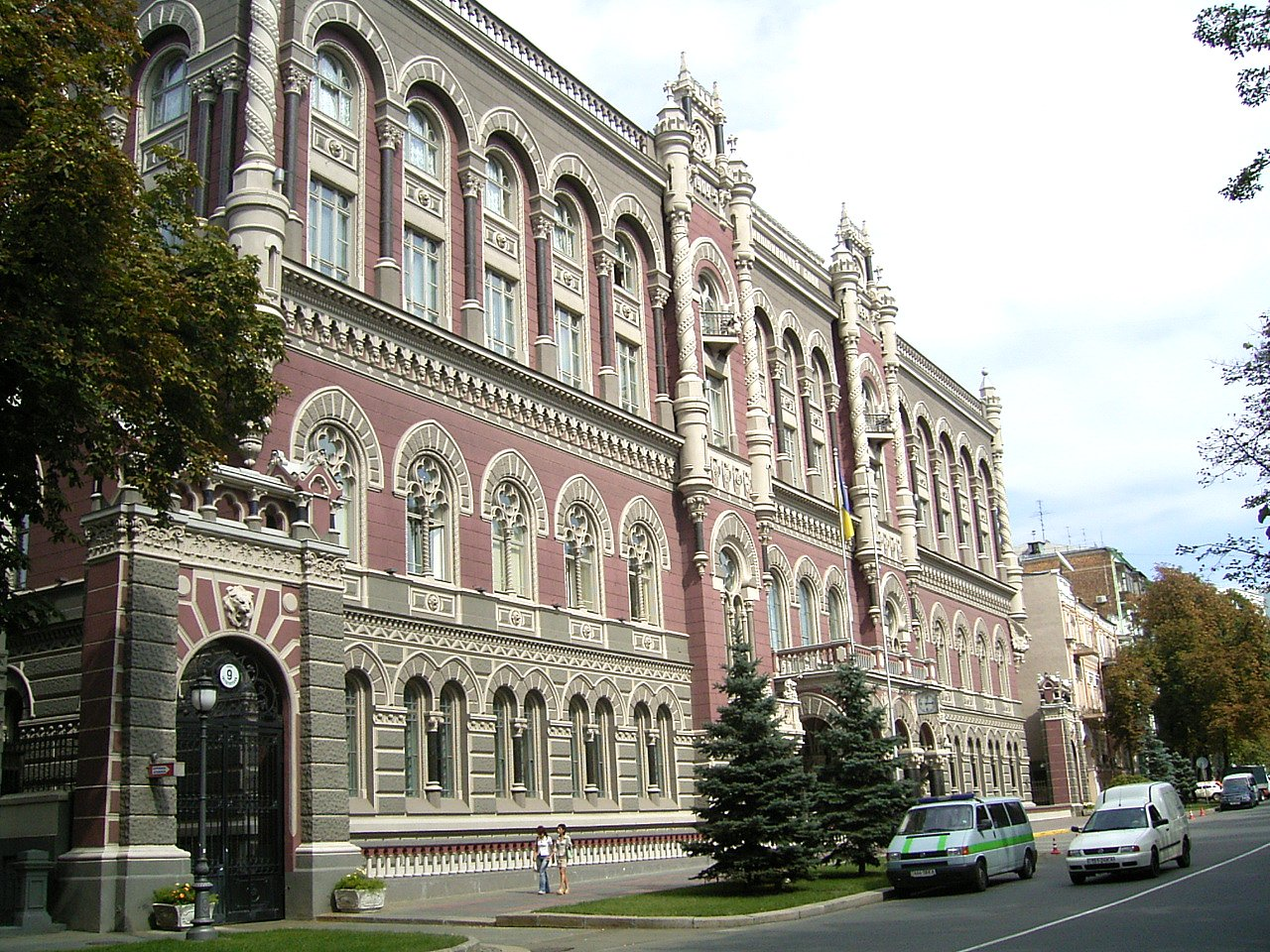
Будівля Національного банку України

- Художники: Таран Володимир, Харук Олександр, Харук Сергій.
- Скульптори: Дем'яненко Анатолій, Іваненко Святослав.

## Вартість монети
Під час введення монети в обіг у 2012 році, Національний банк України реалізовував монету через свої філії за ціною 20 гривень.
Фактична приблизна вартість монети з роками змінювалася так:
| Рік        | 2013 | 2014 | 2015 | 2016 | 2017 | 2018 | 2019 | 2020 | 2021 | 2022 | 2023 | 2024 | 2025 |
| ---------- | ---- | ---- | ---- | ---- | ---- | ---- | ---- | ---- | ---- | ---- | ---- | ---- | ---- |
| Ціна, грн. | 21   | 28   | 45   | 65   | 85   | 95   | 100  | 100  | 110  | 130  | 360  | 450  | 450  |